# Xã Woodbine, Quận Jo Daviess, Illinois
Xã Woodbine (tiếng Anh: Woodbine Township) là một xã thuộc quận Jo Daviess, tiểu bang Illinois, Hoa Kỳ. Năm 2010, dân số của xã này là 584 người.